# Quadra d'en Ribes
La Quadra d'en Ribes de Llagostera és una masia tradicional de parets portants de pedra morterada inclosa en l'Inventari del Patrimoni Arquitectònic de Catalunya. Coberta i estructura irregular. Cal remarcar, de la façana, les obertures amb llindes horitzontals, carreus de pedra i ampits de finestres motllurats. Aquesta casa fou una de les primeres edificacions fetes a l'exterior del primer recinte emmurallat. Actualment és destinada a magatzems de l'ajuntament. En ser de propietat municipal i en tenir un bon emplaçament la converteixen en un edifici apte per a equipaments.